# Bokorpálma

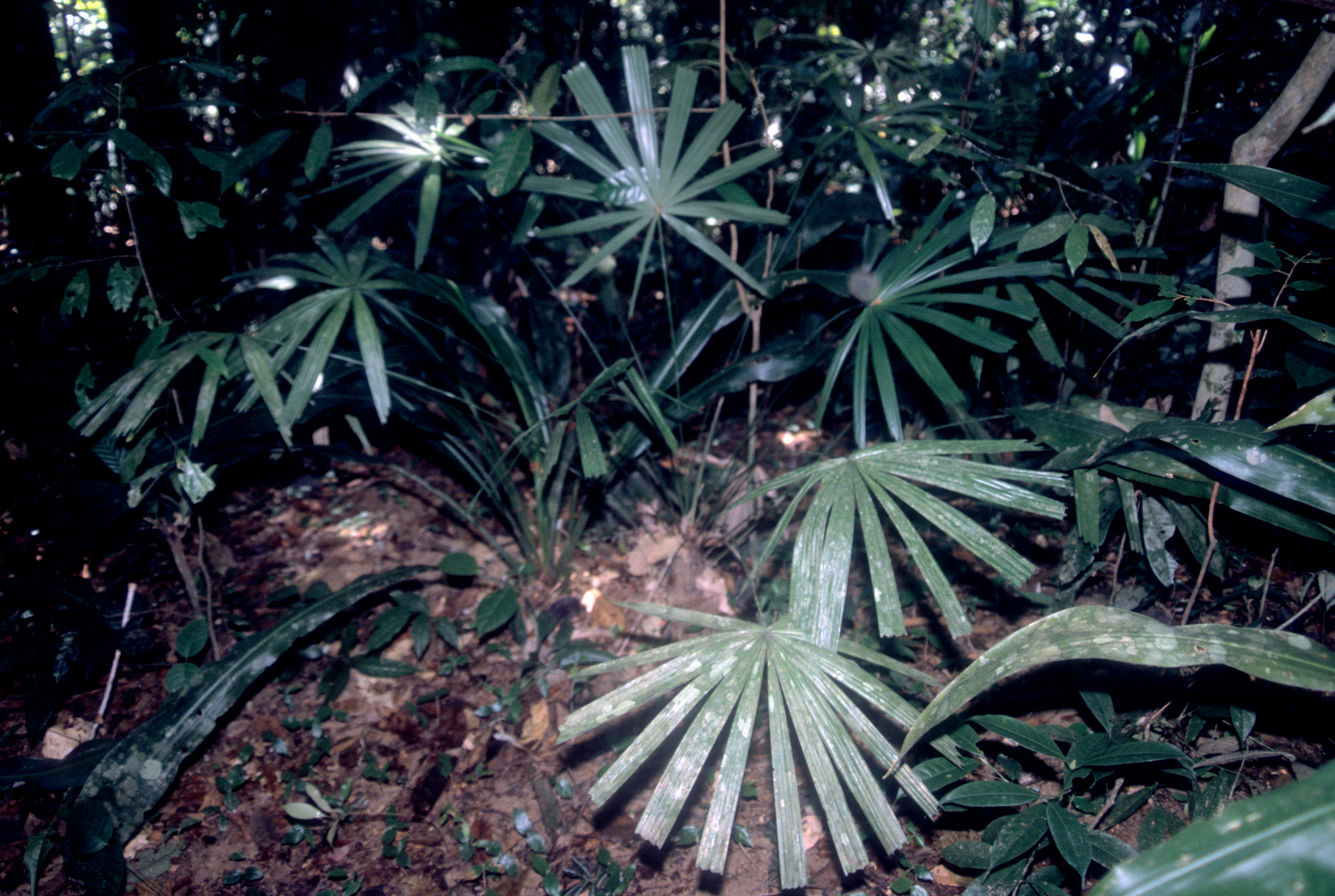
Licuala corneri

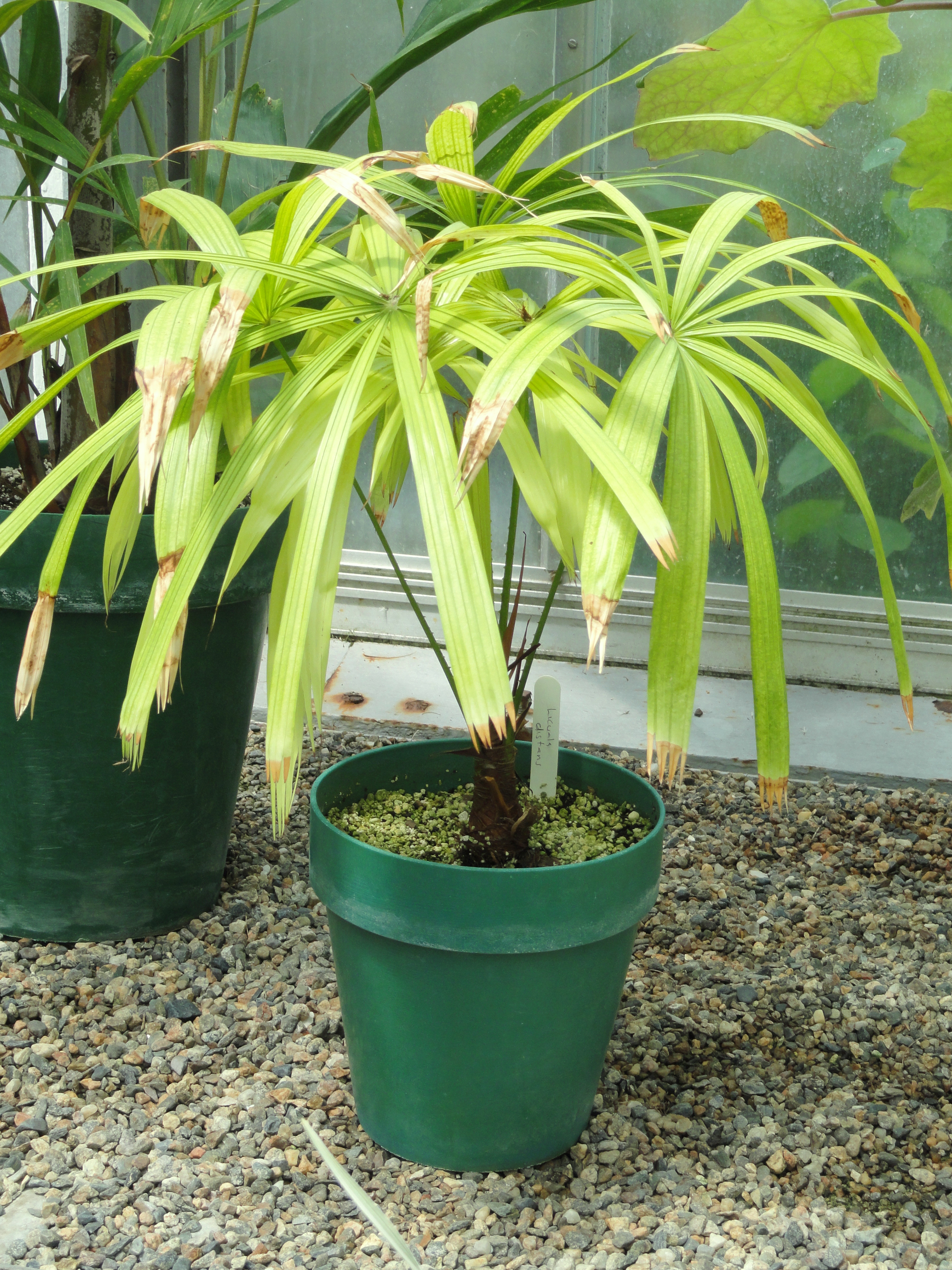
Licuala distans

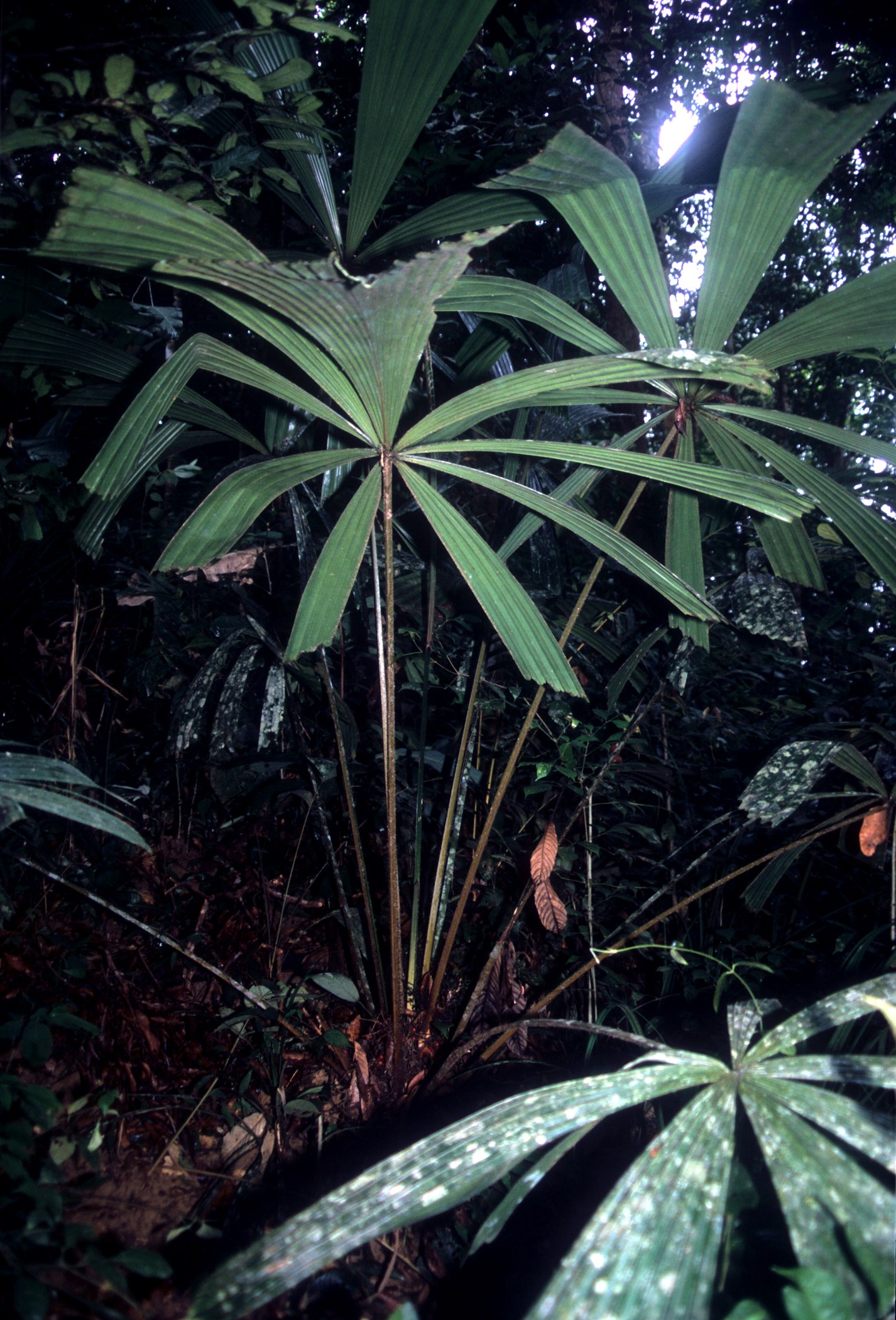
Licuala fractiflexa

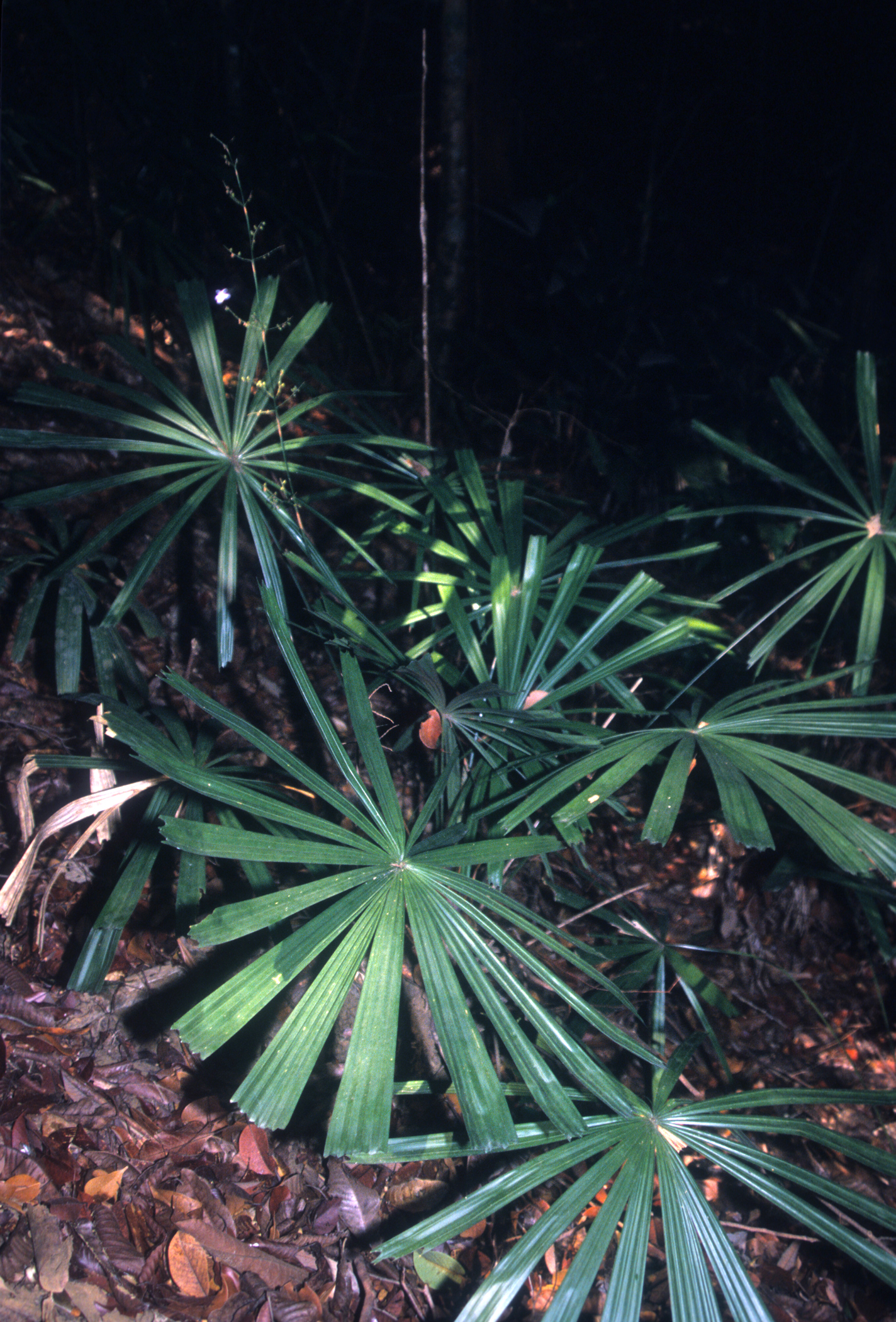
Licuala glabra

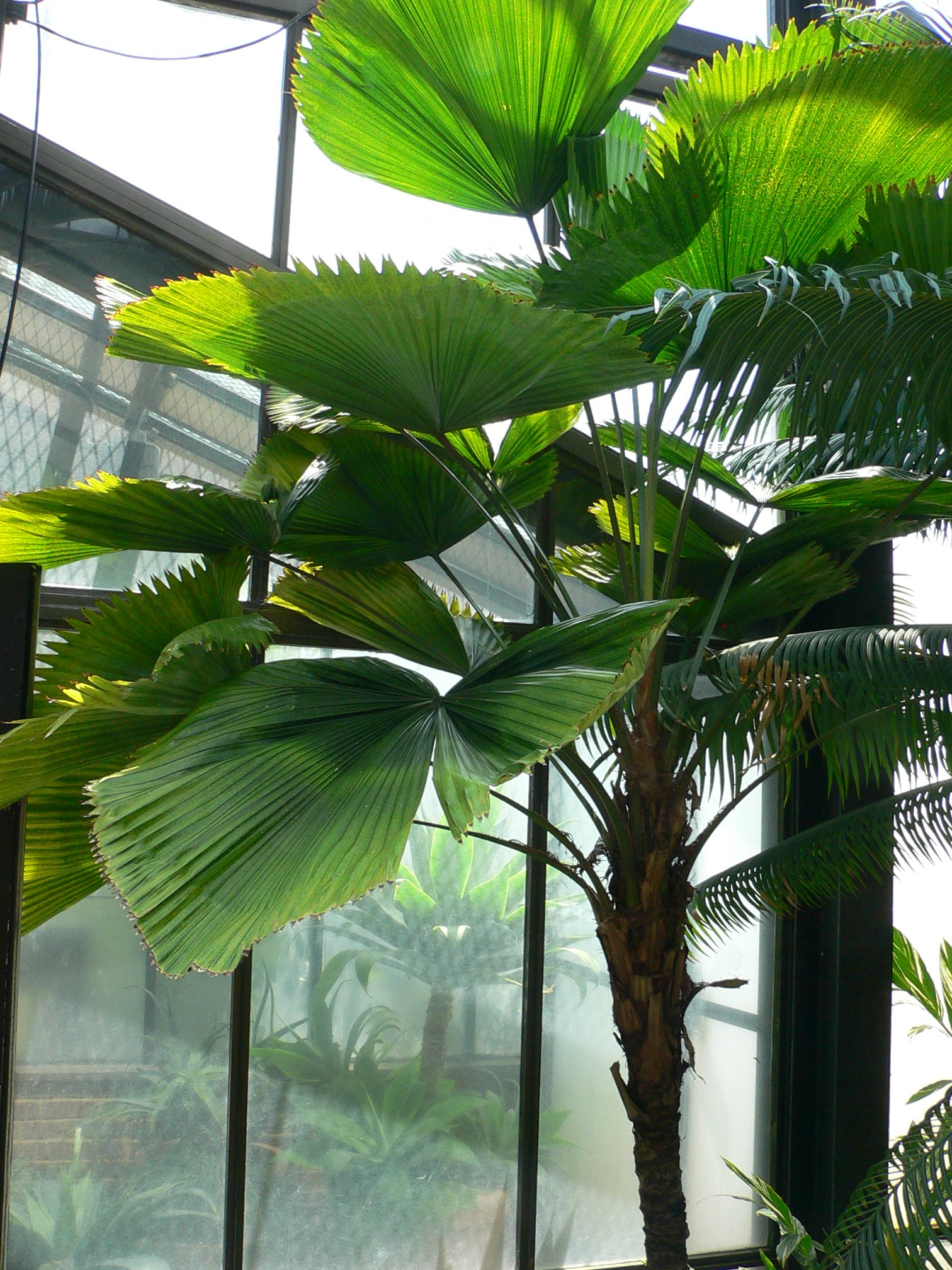
Licuala grandis

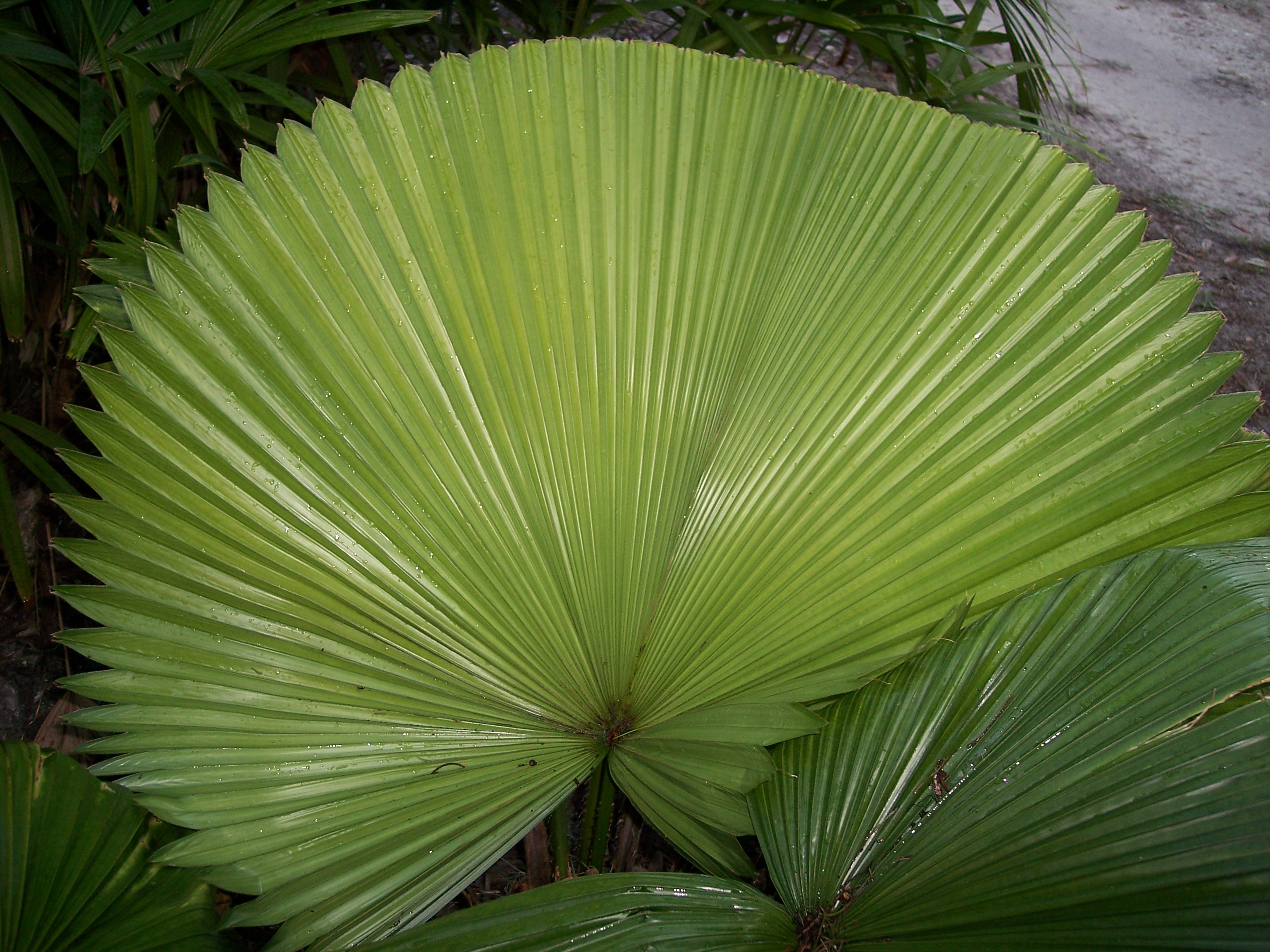
Licuala peltata

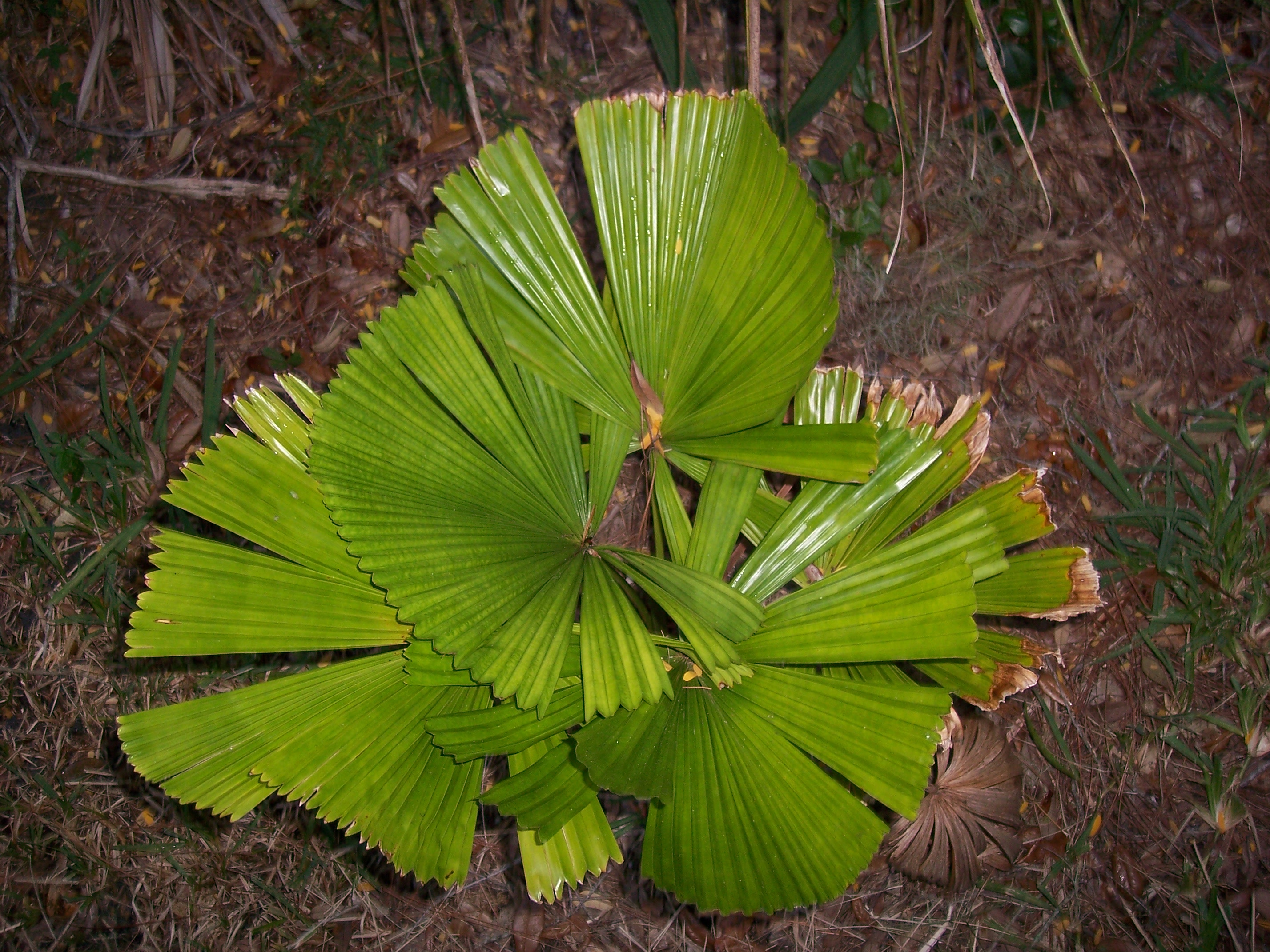
Licuala ramsayi

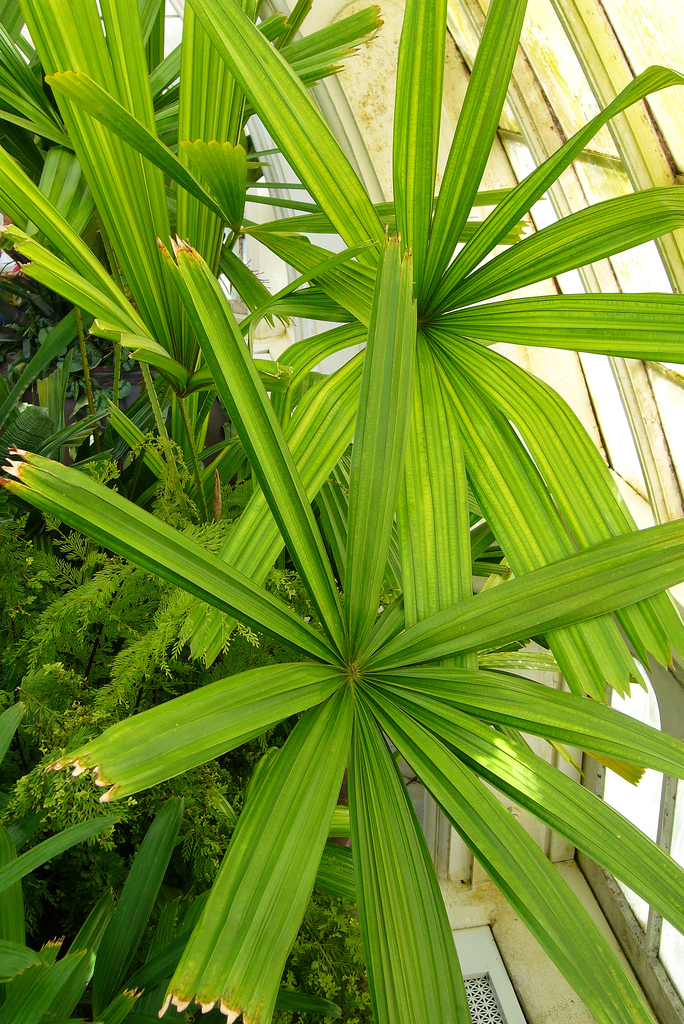
Licuala spinosa

A bokorpálma (Licuala) az egyszikűek (Liliopsida) osztályának a pálmavirágúak (Arecales) rendjébe, ezen belül a pálmafélék (Arecaceae) családjába tartozó nemzetség.

## Előfordulásuk
A bokorpálmafajok elterjedési területe Indiától és Dél-Kínától egészen Észak-Ausztráliáig és a csendes-óceáni szigetvilágig terjed. A legtöbb faj Borneón és Pápua Új-Guineában él, túlnyomórészt az esőerdők aljnövényzetében.

## Rendszerezés
A nemzetségbe az alábbi 166 faj tartozik:
- Licuala acuminata Burret, Notizbl. Bot. Gart. Berlin-Dahlem 15: 330 (1941)
- Licuala acutifida Mart., Hist. Nat. Palm. 3: 237 (1838)
- Licuala adscendens Barfod & Heatubun, Kew Bull. 64: 553 (2009)
- Licuala ahlidurii Saw, Sandakania 10: 30 (1997)
- Licuala angustiloba Burret, J. Arnold Arbor. 20: 188 (1939)
- Licuala anomala Becc., Webbia 5: 40 (1921)
- Licuala aruensis Becc., Malesia 1: 83 (1877)
- Licuala atrovirens Saw, Kew Bull. 67: 588 (2012)
- Licuala atroviridis A.J.Hend., N.K.Ban & N.Q.Dung, Palms (1999+). 52: 143 (2008)
- Licuala averyanovii A.J.Hend., N.K.Ban & N.Q.Dung, Palms (1999+). 52: 145 (2008)
- Licuala bachmaensis A.J.Hend., N.K.Ban & N.Q.Dung, Palms (1999+). 52: 145 (2008)
- Licuala bacularia Becc., Malesia 1: 82 (1877)
- Licuala bayana Saw, Sandakania 10: 21 (1997)
- Licuala beccariana (K.Schum. & Lauterb.) Furtado, Gard. Bull. Straits Settlem. 11: 37 (1940)
- Licuala bellatula Becc., Nova Guinea 8: 215 (1909)
- Licuala bidentata Becc., Malesia 3: 80 (1886)
- Licuala bidoupensis A.J.Hend., N.K.Ban & N.Q.Dung, Palms (1999+). 52: 146 (2008)
- Licuala bifida Heatubun & Barfod, Blumea 53: 431 (2008)
- Licuala bintulensis Becc., Malesia 3: 75 (1886)
- Licuala bissula Miq., Fl. Ned. Ind. 3: 57 (1855)
- Licuala borneensis Becc., Malesia 3: 85 (1886)
- Licuala bracteata Gagnep., Notul. Syst. (Paris) 6: 153 (1937)
- Licuala brevicalyx Becc., Nova Guinea 8: 218 (1909)
- Licuala bruneiana Saw, Kew Bull. 67: 594 (2012)
- Licuala burretii Saw, Kew Bull. 67: 596 (2012)
- Licuala cabalionii Dowe, Principes 37: 205 (1993)
- Licuala cameronensis Saw, Sandakania 10: 76 (1997)
- Licuala campestris Saw, Kew Bull. 67: 597 (2012)
- Licuala cattienensis A.J.Hend., N.K.Ban & N.Q.Dung, Palms (1999+). 52: 148 (2008)
- Licuala celebica Miq., Verh. Kon. Akad. Wetensch., Afd. Natuurk. 11(5): 11 (1868)
- Licuala chaiana Saw, Kew Bull. 67: 599 (2012)
- Licuala collina Saw, Kew Bull. 67: 599 (2012)
- Licuala concinna Burret, J. Arnold Arbor. 20: 187 (1939)
- Licuala cordata Becc., Malesia 3: 84 (1886)
- Licuala corneri Furtado, Gard. Bull. Straits Settlem. 11: 47 (1940)
- Licuala crassiflora Barfod, Palms 44: 199 (2000)
- Licuala dakrongensis A.J.Hend., N.K.Ban & B.V.Thanh, Phytotaxa 8: 36 (2010)
- Licuala debilis Becc., Nova Guinea 8: 216 (1909)
- Licuala densiflora Becc., Webbia 5: 44 (1921)
- Licuala distans Ridl., J. Fed. Malay States Mus. 10: 123 (1920)
- Licuala egregia Saw, Sandakania 10: 16 (1997)
- Licuala elegans Blume, Rumphia 2: 42 (1838)
- Licuala ellipsoidalis A.J.Hend., N.K.Ban & N.Q.Dung, Palms (1999+). 52: 150 (2008)
- Licuala elliptica Saw, Kew Bull. 67: 606 (2012)
- Licuala exigua Saw, Kew Bull. 67: 607 (2012)
- Licuala fatua Becc., Webbia 3: 218 (1910)
- Licuala ferruginea Becc. in J.D.Hooker, Fl. Brit. India 6: 432 (1892)
- Licuala ferruginoides Becc., Webbia 5: 45 (1921)
- Licuala flabellum Mart., Hist. Nat. Palm. 3: 237 (1838)
- Licuala flammula Saw, Kew Bull. 67: 607 (2012)
- Licuala flavida Ridl., Trans. Linn. Soc. London, Bot. 9: 234 (1916)
- Licuala flexuosa Burret, Notizbl. Bot. Gart. Berlin-Dahlem 15: 331 (1941)
- Licuala fordiana Becc., Malesia 3: 198 (1889)
- Licuala fractiflexa Saw, Sandakania 10: 32 (1997)
- Licuala gjellerupii Becc., Webbia 5: 41 (1921)
- Licuala glaberrima Gagnep., Notul. Syst. (Paris) 6: 154 (1937)
- Licuala glabra Griff., Calcutta J. Nat. Hist. 5: 329 (1845)
- Licuala graminifolia Heatubun & Barfod, Blumea 53: 431 (2008)
- Licuala grandiflora Ridl., Trans. Linn. Soc. London, Bot. 9: 233 (1916)
- nagy bokorpálma (Licuala grandis) (T.Moore) H.Wendl., Ill. Hort. 27: t. 412 (1880)
- Licuala hallieriana Becc., Webbia 5: 51 (1921)
- Licuala insignis Becc., Malesia 1: 80 (1877)
- Licuala intermedia Saw, Kew Bull. 67: 613 (2012)
- Licuala kamarudinii Saw, Sandakania 10: 24 (1997)
- Licuala kemamanensis Furtado, Gard. Bull. Straits Settlem. 11: 50 (1940)
- Licuala khoonmengii Saw, Sandakania 10: 43 (1997)
- Licuala kiahii Furtado, Gard. Bull. Straits Settlem. 11: 52 (1940)
- Licuala kingiana Becc., Malesia 3: 193 (1889)
- Licuala klossii Ridl., Trans. Linn. Soc. London, Bot. 9: 234 (1916)
- Licuala kuchingensis Saw, Kew Bull. 67: 614 (2012)
- Licuala kunstleri Becc. in J.D.Hooker, Fl. Brit. India 6: 433 (1892)
- Licuala lambii Saw, Kew Bull. 67: 615 (2012)
- Licuala lanata J.Dransf., Bot. J. Linn. Soc. 81: 27 (1980)
- Licuala lanuginosa Ridl., J. Straits Branch Roy. Asiat. Soc. 44: 203 (1905)
- Licuala lauterbachii Dammer & K.Schum. in K.M.Schumann & C.A.G.Lauterbach, Fl. Schutzgeb. Südsee: 199 (1900)
- Licuala leopoldii Saw, Kew Bull. 67: 617 (2012)
- Licuala leprosa Dammer ex Becc., Webbia 5: 42 (1921)
- Licuala leptocalyx Burret, Notizbl. Bot. Gart. Berlin-Dahlem 11: 706 (1933)
- Licuala leucocarpa Saw, Kew Bull. 67: 618 (2012)
- Licuala linearis Burret, Notizbl. Bot. Gart. Berlin-Dahlem 12: 314 (1935)
- Licuala longicalycata Furtado, Gard. Bull. Straits Settlem. 11: 54 (1940)
- Licuala longiflora A.J.Hend., N.K.Ban & N.Q.Dung, Palms (1999+). 52: 150 (2008)
- Licuala longipes Griff., Calcutta J. Nat. Hist. 5: 330 (1845)
- Licuala longispadix Banka & Barfod, Kew Bull. 59: 73 (2004)
- Licuala macrantha Burret, Notizbl. Bot. Gart. Berlin-Dahlem 15: 327 (1941)
- Licuala maculata Saw, Kew Bull. 67: 620 (2012)
- Licuala magna Burret, J. Arnold Arbor. 20: 188 (1929)
- Licuala malajana Becc., Malesia 3: 197 (1889)
- Licuala manglaensis A.J.Hend., N.K.Ban & N.Q.Dung, Palms (1999+). 52: 153 (2008)
- Licuala mattanensis Becc., Malesia 3: 86 (1889)
- Licuala meijeri Saw, Kew Bull. 67: 625 (2012)
- Licuala merguensis Becc., Webbia 5: 47 (1921)
- Licuala micholitzii Ridl., Gard. Chron. 1904(1): 50 (1904)
- Licuala micrantha Becc., Webbia 1: 289 (1905)
- Licuala mirabilis Furtado, Gard. Bull. Straits Settlem. 11: 58 (1940)
- Licuala miriensis Saw, Kew Bull. 67: 628 (2012)
- Licuala modesta Becc., Malesia 3: 195 (1889)
- Licuala montana Dammer & K.Schum. in K.M.Schumann & C.A.G.Lauterbach, Fl. Schutzgeb. Südsee: 200 (1900)
- Licuala moszkowskiana Becc., Bot. Jahrb. Syst. 52: 38 (1914)
- Licuala moyseyi Furtado, Gard. Bull. Straits Settlem. 11: 61 (1940)
- Licuala mukahensis Saw, Kew Bull. 67: 629 (2012)
- Licuala mustapana Saw, Sandakania 10: 55 (1997)
- Licuala nana Blume, Rumphia 2: 46 (1838)
- Licuala naumoniensis Becc., Bot. Jahrb. Syst. 52: 39 (1914)
- Licuala nauroannii Burret, Notizbl. Bot. Gart. Berlin-Dahlem 12: 312 (1935)
- Licuala olivifera Becc., Malesia 3: 78 (1889)
- Licuala oliviformis Becc., Nelle Forest. Borneo: 385 (1902)
- Licuala oninensis Becc., Webbia 5: 41 (1921)
- Licuala orbicularis Becc., Malesia 3: 83 (1889)
- Licuala oryzoides Saw, Kew Bull. 67: 632 (2012)
- Licuala pachycalyx Burret, Notizbl. Bot. Gart. Berlin-Dahlem 11: 705 (1933)
- Licuala pahangensis Furtado, Gard. Bull. Straits Settlem. 11: 63 (1940)
- Licuala palas Saw, Sandakania 10: 59 (1997)
- Licuala paludosa Griff., Calcutta J. Nat. Hist. 5: 323 (1845)
- Licuala parviflora Dammer ex Becc., Webbia 5: 50 (1921)
- Licuala patens Ridl., J. Straits Branch Roy. Asiat. Soc. 82: 202 (1920)
- Licuala paucisecta Burret, Notizbl. Bot. Gart. Berlin-Dahlem 12: 311 (1935)
- Licuala peekelii Lauterb., Bot. Jahrb. Syst. 45: 356 (1911)
- Licuala peltata Roxb. ex Buch.-Ham., Mem. Wern. Nat. Hist. Soc. 5: 313 (1826)
- Licuala penduliflora (Blume) Zipp. ex Blume, Rumphia 2: 47 (1838)
- Licuala petiolulata Becc., Malesia 3: 77 (1889)
- Licuala pilosa Saw, Kew Bull. 67: 636 (2012)
- Licuala pitta Barfod & Pongsatt., Blumea 53: 617 (2008)
- Licuala platydactyla Becc., Webbia 5: 42 (1921)
- Licuala polyschista K.Schum. & Lauterb., Fl. Schutzgeb. Südsee: 199 (1900)
- Licuala poonsakii Hodel, Palm J. 134: 32 (1997)
- Licuala pseudovalida Saw, Kew Bull. 67: 637 (2012)
- Licuala pulchella Burret, Notizbl. Bot. Gart. Berlin-Dahlem 12: 315 (1935)
- Licuala pumila Blume in J.J.Roemer & J.A.Schultes, Syst. Veg. 7: 1302 (1830)
- Licuala punctulata Burret, Notizbl. Bot. Gart. Berlin-Dahlem 15: 329 (1941)
- Licuala pusilla Becc., Malesia 3: 194 (1889)
- Licuala radula Gagnep., Notul. Syst. (Paris) 6: 155 (1937)
- Licuala ramsayi (F.Muell.) Domin, Biblioth. Bot. 85: 500 (1915)
- Licuala reptans Becc., Webbia 5: 45 (1921)
- Licuala rheophytica Saw, Kew Bull. 67: 639 (2012)
- Licuala ridleyana Becc., Webbia 5: 44 (1921)
- Licuala robinsoniana Becc., Webbia 5: 48 (1921)
- Licuala robusta Warb. ex K.Schum. & Lauterb., Fl. Schutzgeb. Südsee: 199 (1900)
- Licuala rubiginosa Saw, Kew Bull. 67: 640 (2012)
- Licuala rumphii Blume, Rumphia 2: 41 (1838)
- Licuala ruthiae Saw, Sandakania 10: 41 (1997)
- Licuala sabahana Saw, Kew Bull. 67: 642 (2012)
- Licuala sallehana Saw, Sandakania 10: 11 (1997)
- Licuala sarawakensis Becc., Malesia 3: 81 (1889)
- Licuala scortechinii Becc., Malesia 3: 192 (1889)
- Licuala simplex (K.Schum. & Lauterb.) Becc., Webbia 5: 52 (1921)
- Licuala spathellifera Becc., Malesia 3: 76 (1889)
- Licuala spectabilis Miq., Pl. Jungh.: 163 (1852)
- Licuala spicata Becc., Malesia 3: 88 (1889)
- Licuala spinosa Wurmb, Verh. Batav. Genootsch. Kunsten 2: 474 (1780)
- Licuala steinii Burret, Notizbl. Bot. Gart. Berlin-Dahlem 11: 707 (1933)
- Licuala stipitata Burret, Notizbl. Bot. Gart. Berlin-Dahlem 15: 333 (1941)
- Licuala stongensis Saw, Sandakania 10: 90 (1997)
- Licuala tanycola H.E.Moore, Principes 13: 105 (1969)
- Licuala taynguyensis Barfod & Borchs., Brittonia 52: 354 (2000 publ. 2001)
- Licuala telifera Becc., Malesia 1: 81 (1877)
- Licuala tenuissima Saw, Sandakania 10: 37 (1997)
- Licuala terengganuensis Saw, Sandakania 10: 61 (1997)
- Licuala thoana Saw & J.Dransf., Gard. Bull. Singapore 42: 71 (1989 publ. 1990)
- Licuala tiomanensis Furtado, Gard. Bull. Straits Settlem. 11: 68 (1940)
- Licuala tomentosa Burret, Notizbl. Bot. Gart. Berlin-Dahlem 15: 98 (1940)
- Licuala tonkinensis Becc., Webbia 3: 214 (1910)
- Licuala triphylla Griff., Calcutta J. Nat. Hist. 5: 332 (1845)
- Licuala urciflora Barfod & Heatubun, Kew Bull. 64: 554 (2009)
- Licuala whitmorei Saw, Sandakania 10: 78 (1997)
- Licuala yiiana Saw, Kew Bull. 67: 650 (2012)